# Institut national agronomique Paris-Grignon
 (mars 2016).
Si vous disposez d'ouvrages ou d'articles de référence ou si vous connaissez des sites web de qualité traitant du thème abordé ici, merci de compléter l'article en donnant les références utiles à sa vérifiabilité et en les liant à la section « Notes et références ».
L'Institut national agronomique Paris-Grignon (INA P-G ou Agro Paris-Grignon) est une ancienne école d'ingénieurs française relevant de la tutelle du ministère de l'Agriculture. Elle n'existe plus en tant que telle depuis le 1er janvier 2007 et constitue avec l'École nationale supérieure des industries agricoles et alimentaires (ENSIA) et l'École nationale du génie rural, des eaux et des forêts (ENGREF) un nouvel établissement, l'Institut des sciences et industries du vivant et de l'environnement (AgroParisTech). Elle forme des ingénieurs agronomes et propose également des formations continues. AgroParisTech est membre de ParisTech.

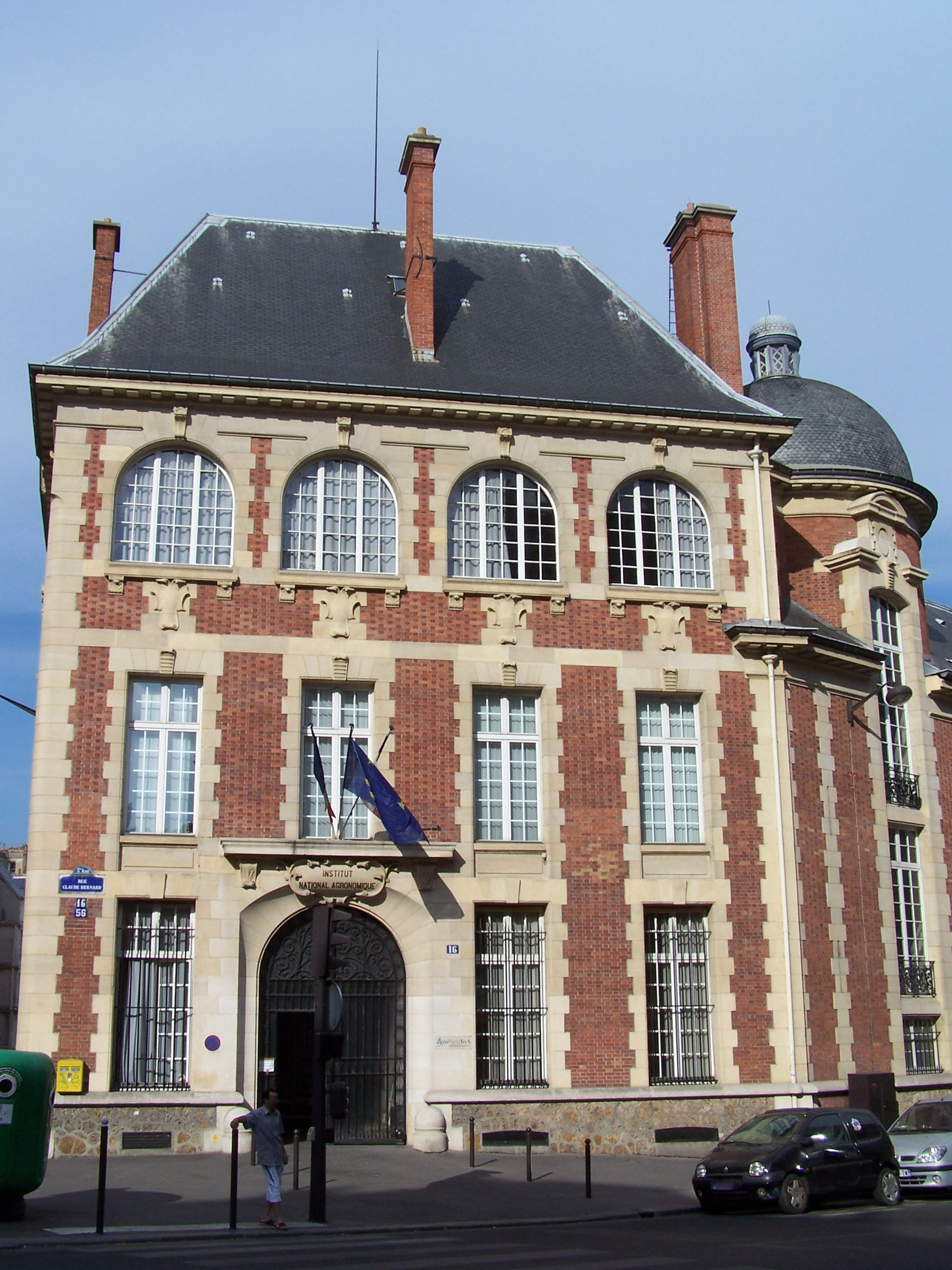
Bâtiments de la rue Claude-Bernard à Paris

Cet établissement était jusqu'en 2022 implanté sur deux sites, le domaine de Thiverval-Grignon (Yvelines), et le bâtiment du 16, rue Claude-Bernard à Paris, dans le 5e arrondissement sur la Montagne Sainte-Geneviève. Ils ont migré sur le Campus Agro Paris-Saclay.

## Historique

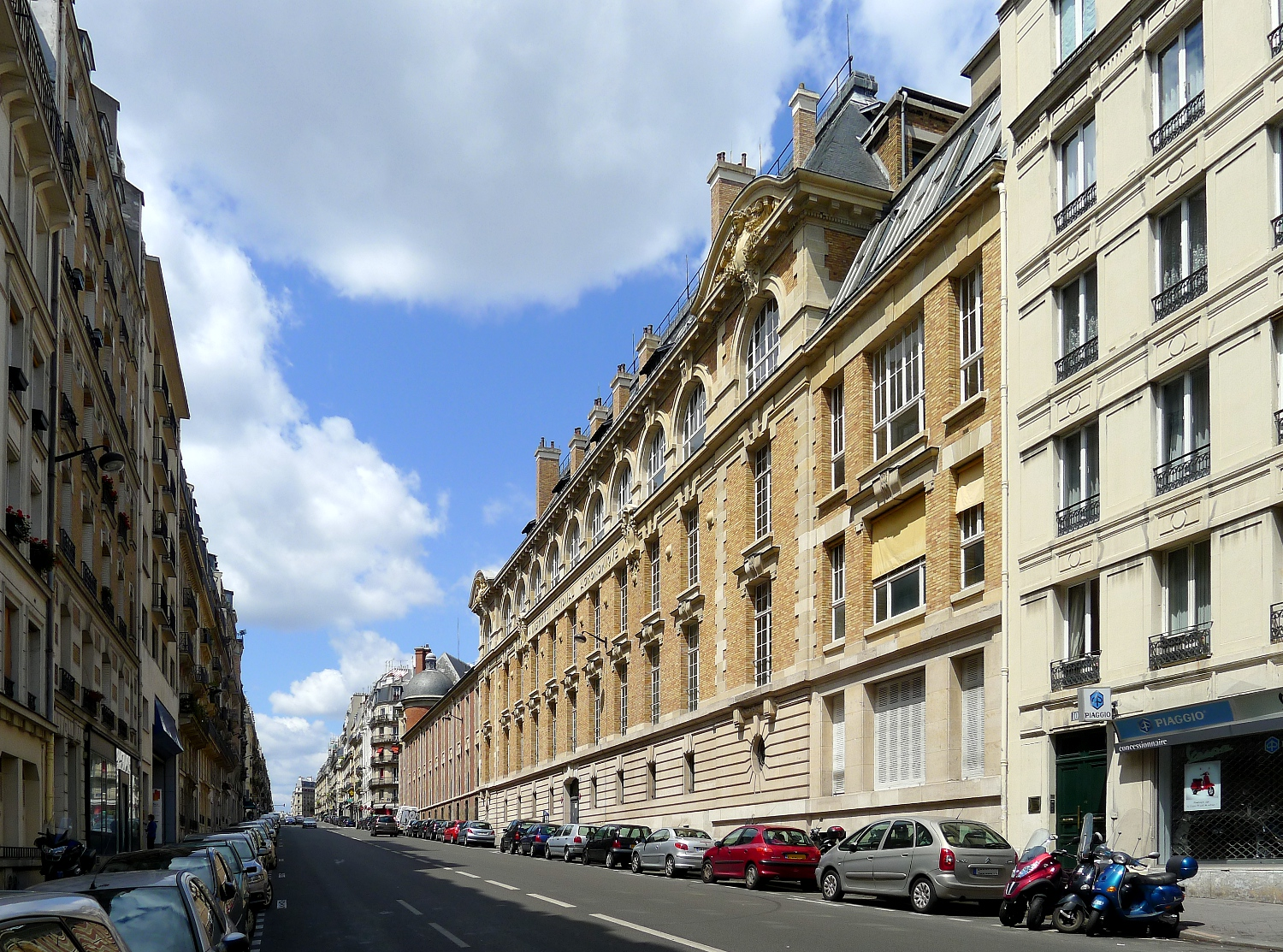
Vue générale des bâtiments de la rue Claude-Bernard.

L'INA P-G résulte de la fusion, en 1971, de l'Institut national agronomique (Paris) et de l'École nationale supérieure d'agronomie de Grignon (Grignon).

## Formation initiale
L'INA P-G est habilité par la commission des titres d'ingénieur à délivrer à ses étudiants un titre d'ingénieur au terme d'une formation de trois années précédée de deux années de classe préparatoire ou d'université (Bac+5).
La première année se déroule à Grignon. Elle comporte majoritairement des enseignements de tronc commun et quelques modules au choix. Cette année est marquée par le stage en exploitation agricole de 4 semaines.
La deuxième année se déroule à Paris. Le tronc commun est réduit et la majorité des enseignements sont au choix, sous forme de modules de deux à cinq semaines. Les stages et voyages d'études se multiplient, la pédagogie devient plus concrète et interactive, avec de nombreux projets, de taille variée, réalisés avec des enseignants-chercheurs ou des entreprises partenaires.
La troisième année est une année de spécialisation. Elle consiste en 6 mois de cours (qui ont lieu, suivant les spécialités, à Paris, à Grignon, ou dans des écoles partenaires) et 6 mois de stage. Une partie des cours consiste en travaux pratiques ou projets, réalisés directement dans les laboratoires de recherche de l'école, avec les enseignants-chercheurs.
Entre la deuxième et troisième année, les élèves peuvent choisir de faire un stage long, appelé « césure », d'une durée d'un an (le plus souvent divisée en deux périodes).
L'INA P-G propose également une voie de formation par l'apprentissage, qui est reconnue par les entreprises et appréciée par les élèves.
Enfin, les étudiants peuvent poursuivre par un doctorat  au sein de l'école doctorale Abies.

## Recherche
L'INA P-G est également un établissement de recherche fondamentale et appliquée, ses enseignants étant des enseignants-chercheurs. Il compte 24 unités de recherche dont 19 unités mixtes avec l'INRA, le CNRS ou le CEMAGREF.
Les unités de recherche sont regroupées au sein de six départements :
- Agronomie-environnement (AGER)
- Biologie
- Sciences animales (SA)
- Sciences et industries alimentaires et biologiques (SIAB)
- Organisation et modélisation de l'information et des processus (OMIP)
- Sciences économiques et sociales (SES)

## Vie associative
De nombreuses associations rythment la vie des étudiants et les mobilisent :
L'implication des élèves dans ces projets extra-scolaires fait partie intégrante de la formation d'ingénieur. Les élèves apprennent par ce biais à gérer un budget et des moyens humains, à monter un dossier de demande de financement, à travailler avec des entreprises extérieures (fournisseurs, mécènes…), etc.

## Liste des directeurs par ordre chronologique
- Philippe Olmer (1970-1975)
- Jacques Delage (1975-1989)
- Paul Vialle (1989-1996)
- Philippe Guérin (1996-2002)
- Rémi Toussain (2002-2007)

## Anciens élèves
Français :
- Jacques Arnould (promotion PG1981)
- Julien Denormandie (promotion PG2000)
- Pierre-Henri Gouyon (promotion PG1972)
- Michel Houellebecq (promotion PG1975)
- Pierre Lamalattie (promotion PG1975)
- Daniel Lenoir (promotion PG 1974)
- Mac Lesggy (promotion PG1981)
- Frédéric Maurin (promotion PG1995)
- Jacques Muller (promotion PG1976)
- Paul Pontallier (promotion PG1975)

Étrangers :
- Youssef Chahed
- Mahmoud Elyes Hamza